# Будний Анатолій Львович
Анато́лій Льво́вич Бу́дний (1878, Одеса — 1921) — підполковник Армії УНР.

## Життєпис
Анатолій Будний народився 1878 року в Одесі. Здобув загальну освіта вдома. Закінчив військове Одеське піхотне юнкерське училище 1899 року по 2-му розряду підпоручником у 3-й Новогеоргіївський кріпосний піхотний батальйон. До 1909 року — молодший офіцер 26-го піхотного Могилівського полку Московського військового округу у Воронежі. Далі — молодший офіцер 3-го Новогергіївського фортечного піхотного полку, молодший офіцер 26-го Сибірського стрілецького полку. З 1909 ро 1914 рік — офіцер штабу 1-го лінійного загону Особливого Заамурського округу Окремого корпусу прикордонної варти. У 1914—1915 роках — молодший офіцер дисциплінарної роти Заамурського округу. З частинами округу перейшов до діючої армію 1915 року. У 1915—1916 роках — офіцер 2-го Заамурського прикордонного піхотного полку. Був поранений 24 серпня 1916 року. 31 серпня вибув на лікування. Останнє звання Російської імператорської армії — підполковник.
З 21 березня 1920 року — начальник постачання Шостої Січової стрілецької дивізії Дієвої Армії УНР.
12 листопада 1920 року потрапив у полон до 60-ї стрілецької дивізії РСЧА. 1921 року засуджений до розстрілу.